# Циганко Володимир Володимирович
Володимир Циганко (рос. Владимир Владимирович Цыганко; рум. Vladimir Vladimirovici Țîganco; також Țâganco, Tziganco, Tziganko або Țiganco; 1886/1887 — 26 січня 1938) — бессарабський, а згодом радянський політичний діяч.
Син видатного архітектора, сам інженер за покликанням, Циганко прийшов у політику незадовго до проголошення Молдавської Демократичної Республіки, коли отримав місце в республіканському законодавчому органі (Сфатул Церій). Він став на бік парламентської селянської фракції, яка підтримувала ліві ідеали та наполягала на земельній реформі, будучи загалом і радикально проти більш правого Молдавського блоку. Циганко скептично поставився до плану Блоку щодо об'єднання Бессарабії з Румунією, хоча, можливо, підтримував федерацію. Його безкомпромісна позиція розділила його Фракцію та змусила владу Румунського королівства визначити його як головну перешкоду справі уніоністів.
У листопаді 1918 року, коли Блок перейшов на беззастережне об'єднання та розпустив органи обласної влади, Циганко відкинув новий режим і переїхав до Одеси. Об'єднавшись із членами Білого руху, з якими він створив Комітет порятунку Бессарабії, брав участь у Паризькій мирній конференції, щоб проводити кампанію за скасування унії. Пізніше він оселився на радянській території, де допоміг створити Молдавську Автономну Радянську Соціалістичну Республіку. Інші члени його родини вирішили залишитися у Великій Румунії — де його брат Микола брав незначну активність у бессарабському регіональному об'єднанні. Зрештою Володимир залишив політику і повернувся до своєї першої професії, займаючи технічну посаду на Магнітогорському металургійному комбінаті. Під час нав'язування сталінізму його переслідували, а в 1937 році він став жертвою Великого терору.

## Життєпис

### Рання кар'єра
Дід Циганка по батьковій лінії був донський козак Афанасій або Атанасій, який, як повідомляється, залишив свій пост і подався на західні межі Російської імперії, у Бессарабську губернію. Володимир народився в Кишиневі, регіональній столиці Бессарабії, і закінчив Ризький політехнічний інститут. Повернувся до рідного міста, де його батько Володимир-старший (? — 1919), архітектор, спроектував такі пам'ятки, як Етнографічний музей та церкву Святого Миколая; його брат Микола (Миколай) Володимирович (нар. 1882) був земським інженером в Оргеєві, а з 1909 року в самому Кишиневі. До 1904 року їхній батько був директором монастирських маєтків у Бессарабії, на цій посаді він свідчив проти російської поліції після Кишинівського погрому, звинувачуючи її в пасивності.
У 1916 році бессарабський журналіст Алексіс Нур описав Циганка-старшого як «дуже шанованого [. . . ] Бессарабського інтелектуала молдавсько-націоналістичного забарвлення, але не сепаратиста [щодо Росії]» (див . молдавство). Також за словами Нура, Микола, з яким він зустрічався особисто, міг говорити тільки російською. Румунський політик Дуіліу Замфіреску, який зустрічався і дискутував з Володимиром Володимировичем у 1918 році, стверджував, що Циганки були «русинами». Вони одне з одними спілкувалися французькою, оскільки Циганко «не міг говорити румунською». Того ж року політичні противники Циганка припустили, що насправді він мав болгарське корінням, хоча й змішане з «якоюсь іншою нацією». Приблизно через десять років географ Євгеній Джурджа назвав Циганка-молодшого українцем.
За записками, залишеними Германом Пантеа, Циганко провів більшу частину своєї юності в США, працюючи інженером. Він повернувся до Бессарабії під час Першої світової війни та досяг політичної популярності після Жовтневого перевороту, який залишив регіон самостійним державним утворенням «Молдавська Демократична Республіка». У січні 1918 року місцева Рада робітничих і солдатських депутатів почала скасовувати збори Сфатул Церій (призначені в листопаді попереднього року) і намагалася встановити більшовицьку владу. Цей виступ був швидко придушений каральною експедицією румунської армії. 3-й селянський з'їзд, зібраний через кілька днів після окупації Кишинева, зайняв антисепаратистську позицію, звільнив прем'єр-міністра Молдови Пантелеймона Ерхана з посади голови Селянської ради та обрав нове керівництво з числа найбільших явних противників румунської інтервенції. Як повідомляє газета «Румчород», під час відкриття засідання від місцевого осередку есерів Циганко зустрів оплесками та закликами підтримати російську революцію. Наступного дня, після вимоги виведення румунських військ протягом 24 годин і переговорів з цього приводу з румунськими військовими, Президію Конгресу було заарештовано. Генерал Ернест Броштяну зняв імунітет тих селянських представників, які також були членами Сфатула, і висловив рішуче застереження щодо подальшої антирумунської агітації. Відтак наступними днями з'їзд обрав новий список представників Сфатулу на чолі з Циганком, який складався переважно з поміркованих.

### Сутички з юніоністами
Циганко, якого зараховували до представників російської меншини, приєднався до лівої «Селянської фракції», яка стояла в опозиції до «Молдавського блоку» румунських націоналістів. Костянтин Стере, який допомагав в організації останньої групи після повернення з румунського вигнання, розглядав Циганка як головну перешкоду в узгодженні аграрних і націоналістичних планів: «Щодо молдавських селян, тих, кого я знайшов об'єднаними в блок під Циганком, ті які революцією захопили великі маєтки, вони виявляли сильні почуття страху й підозри. Вони кинули свої підозрілі погляди через Прут [на Румунію], яку вони вважали феодальною країною, де селяни не мали жодних прав, навіть права голосу, і не мали власної землі».
Під час дебатів щодо земельної реформи Циганко запропонував відкласти обговорення до затвердження нового уряду Установчими зборами Молдови, який мав стати «виразником волі народу». Імовірно, він побоювався, що тиск румунських військ вплине на масштаби реформи. Проте, він став першим головою Сфатульської аграрної' і паралельно головував у Селянській раді. За словами Гюрджи, під час роботи в Комісії він «завжди був на боці росіян, і це відверто». Незважаючи на участь у лівій політиці, Циганко поступово налагодить робочі стосунки з А. Крупенським, польсько-бессарабським поміщиком і колишнім предводителем дворянства, та Олександром Шмідтом, який стояв на консервативному боці антирумунської агітації; між 1918 і 1920 роками ці троє закликали до припинення румунської окупації та почали популяризувати свою справу в Європі.
Коли прем'єр-міністр Румунії Александру Маргіломан поїхав до Бессарабії, щоб агітувати за справу уніоністів, він побачив, що селянська фракція розділилася на прихильників Іона Інкулеца, які підтримували румунську точку зору, та депутатів, які були на боці Циганка. Замфіреску, який подорожував з Маргіломаном, згадує, що Циганко «тричі протягом одного місяця» намагався відкликати Директорат Республіки, його крокам опирався Інкулец. Він також протестував проти обрання прорумунських студентів з Києва та Одеси як представників придністровських молдаван, у яких він бачив спроби похитнути баланс сил всередині Сфатулу. Замфіреску стверджує, що врятував Циганка від невідомої смертельної небезпеки, а потім спілкувався з ним, намагаючись зрозуміти його політичні мотиви. Останні, як він зробив висновок, були «найбільш фантасмагоричними соціалістичними ідеями», які не відмовлялися від перспективи «смерті, страждань, військової катастрофи, чистої злиднів або виродження». Він додає: «Була пізня ніч, я відчував озноб, і тому я вважаю, що образив переконання цієї далекоглядної молоді, запевнивши його, що всі думки ведуть до міністерського крісла, за умови, що хтось миттєво їх відкидає».
Незважаючи на проголошення незалежності наприкінці лютого 1918 року, Молдавська Республіка все ще розглядалася в різних колах як підпорядкована сусідній Українській Народній Республіці. Її Центральна Рада бажала представляти Бессарабію на попередніх переговорах щодо Бухарестського мирного договору, нав'язаного Центральними державами Румунії. Сфатул відреагував, підтвердивши свою незалежність і відкинувши поділ Бессарабії — проти Аккерманського і Хотинського земств, які проголосили своє приєднання до України. Тому було обрано молдавську делегацію, яка відправилася до Києва і домоглася від Центральної Ради офіційного визнання незалежності Молдови. Делегацію, до складу якої входили міністр внутрішніх справ Володимир Крісті, націоналісти Ніколае Секара і Теодор Няга, а також Циганко як представник фракції селян, не випустили. За словами юніоніста Георге Андронакі, це зробивДаніель Чугуряну, прорумунський прем'єр-міністр Республіки, який використав румунську армію, щоб перешкодити від'їзду, побоюючись, що міжнародне визнання незалежності завадить націоналістичним планам об'єднання з Румунією.

### Березневе унійне голосування
27 березня 1918 року, коли Сфатул проголосував за підтримку союзу з Румунією, Циганко фактично утримався. У квітні прорумунська газета «Cuvânt Moldovenesc» критикувала Циганка за його обструкціонізм і уявну відсутність політичної легітимності, стверджуючи, що його селянська фракція є особистою партією, «циганківцями». Замфіреску вважав «неймовірним» те, що румуномовні селяни колись підтримували Циганка, який, як він стверджував, «систематично виступає проти уряду Бессарабії та політики Румунії, намагаючись приєднати її до України»; однак він також зазначає, що сам Циганко звинувачував румунів у бажанні передати Бессарабію українцям. Історик Теодор Кодряну вважає, що Циганко насправді підтримував останній варіант, а отже, він «вітав присутність румунських військ», якщо вони начебто виконували цю вимогу.
Радикальний проєкт земельної реформи отримав підтримку від секретаря Сфатулу Іона Буздугана, а також від самого Маргіломана; отже, за словами історика Альберто Баскіані, циганковська критика уніонізму стала маргінальною в його власній партії та Раді. Від імені селянської фракції Циганко заперечив Зборам навіть повноваження обговорювати таке питання, заявивши, що його група утримається від голосування щодо союзу, оскільки вони вважають це питанням Конституційного з'їзду; крім того, він заявив, що єдиною прийнятною умовою союзу між молдавським і румунським народами буде федерація. П'ять членів його фракції вирішили перейти на бік націоналістів і проголосували за об'єднання, а інші 17 присутніх утрималися. За словами Куванта Молдовенеска, це був етнічний розкол, причому п'ятеро були «молдаванами» або румунами, а не слов'янами; за цим звітом, лише один або два з тих, хто утримався, були «молдаванами». Газета відкинула твердження Циганка про те, що Сфатул не мав права голосу в справі унії, стверджуючи, що депутата справді засмутило те, що «бачить, що ці добрі молдавани, які голосували за об'єднання з Румунією, виходять із цього справжніми панами і господарями цієї землі, дотепер затягнули Циганколінги». Цю думку підтримав у 1921 році Стере, який взяв на себе особисту заслугу в тому, що «вирвав молдавських селян із селянського блоку Сіганко».
Більш сучасні дослідники розділилися в оцінках політичної позиції Циганка на тому ранньому етапі. Баскіані описує його як одного з тих, хто «з великою затятістю виступав проти союзу Бессарабії з Румунією». Проте, за словами Світлани Сувейці, Циганко не заперечував проти об'єднання з автономією, а фактично вбачав у ньому «єдиний вихід, щоб уникнути більшовицької навали на край». У листопаді, після узагальнення румунського військового правління в Бессарабії, Циганко, як передбачуваний «президент» Бессарабської селянської партії разом з Ніколае Александрі, Іоном Пескалуце та 37 іншими членами Сфатулу, надіслав листа протесту до Румунський уряд Костянтіна Коанде. Ця коаліція румунських бессарабців і білих росіян вимагала негайного визнання та відновлення автономії, а також скасування воєнного стану; однак його імперативи були відкинуті центральною владою як нелегітимні. За словами Кларка: «Ми не можемо не аплодувати чудовим цілям 40 депутатів у більшості їхніх запитів; але в той же час ми повинні дивуватися їхній простодушності; вони не передбачили постійної турбулентності на східному кордоні, яка навіть у той час вразив румунів».

### Листопадове унійне голосування
Протест викликав суперечки в політичних колах. Циганко повідомив про приватне інтерв'ю з послом Румунії Артуром Вейтояну. Він процитував останнього, який пропонував угоду: «Ви повинні відмовитися від [автономії] хоча б лише з тієї єдиної причини — що у вас немає хороших румунських чиновників у Бессарабії — тобто немає хороших націоналістів. Якщо ви відмовитеся від автономії, ви не матимете генерального комісара, але матимете бессарабського повіреного у справах, людину вашого власного характеру, яку призначить Центральна держава. Нова [Бессарабська] Директорія діятиме до засідання Всерумунської Конституційної Асамблеї. Чи подобається це вам як привабливе?». Також, за словами Циганка, Вейтояну повідомив групу, що їм необхідно об'єднатися з румунськими націоналістами перед великоросійським відродженням і що «національна ідея має пріоритет над усім», непрямо погрожуючи сановникам Сфатула.
Як пише Сувейка, лише на цьому етапі Циганко став супротивником юніоністського табору, покладаючи надії на відновлення Російської республіки та повторну анексію нею Бессарабії. На останній сесії Сфатула 25 листопада 1918 р. було запропоновано безумовну унію для ратифікації як один із кількох заходів, за які голосувалося, поряд із розподілом посад і законом про земельну реформу. Відповідно до звіту Селянської фракції, також підтриманого багатьма молдавськими націоналістами, які підписали попередній протест, Молдавський блок тримав опозицію в уніформі щодо проведення сесії Сфатул: «лише п. В. Циганко знав про цей факт, і йому повідомили приватно, за дві години до відкриття засідання». Група Циганка виступила проти президента асамблеї Пантелімона Халіппи (румуна, який також був їхнім колегою по партії), стверджуючи, що його обрання було незаконним. Вони оголосили черговий вихід, на що голоси Молдавського блоку відповіли риторичними запитаннями («Так ви збираєтеся вирішувати аграрне питання?») і глузуваннями «Добре, що здихалися!».
Опозиція стверджувала, що відхід призвів до відсутності кворуму: нібито були присутні лише 48 із 160 депутатів, що робило результати голосування сумнівними. Циганко та його соратники звинуватили Блок у тому, що він о 2:30 ночі 26 листопада о 2:30 ночі 26 листопада висунув на голосування безумовне об'єднання та підрахував голоси під час значної цілеспрямованої ажіотажу. Деякі депутати фракції в опозиції, зокрема Циганко та Гаврил Буцюшкан, фактично вчасно повернулися, щоб проголосувати «Проти». Кларк стверджує, що один із представників Молдавського блоку засвідчив, що депутатів було достатньо. За словами Галіппи, вихід Циганка із зали засідань виявився прорахунком, оскільки інші члени Селянської фракції повернулися до голосування за земельну реформу, а згодом і за безумовне об'єднання. Проте Маргіломан дав протилежну думку. Він поскаржився, що на голосування за скасування умов не прийшло «навіть 30 депутатів», незважаючи на «всі витрачені гроші».

### Комітет порятунку
На початку 1919 року Циганко емігрував з території, яка тоді була визнана Румунією. Він оселився в Одесі, українському портовому місті, де разом із дюжиною інших колишніх депутатів Сфатул заснував фракцію селян в еміграції. Він об'єднав зусилля з Крупенським і Шмідтом, приєднавшись до їхнього Комітету порятунку Бессарабії, за діяльністю якого пильно стежила таємна поліція Румунії Сигуранца. За словами Петру Казаку з Молдавського блоку, вони опосередковано відповідали командиру Добровольчої армії Антону Денікіну.
Різні групи бессарабських автономістів і білих лоялістів домовилися послати спільну делегацію на мирну конференцію в Парижі, де союзники обговорювали визнання унії. 10 лютого Комітет опублікував спільну платформу для цих організацій, розділяючи дві цілі: «визволення Бессарабії від румунської анексії та реалізація прагнень народу Бессарабії». Останні стосувалися реінтеграції регіону до складу Росії. У квітні разом з Крупенським і Шмідтом, а потім Марком Слонімом і Михайлом Савенко Циганко прибув до Парижа. У своїх зверненнях до міжнародних ЗМІ група наполягала на тому, що унія була путчем міських інтелектуалів проти інших соціальних класів. Він також поширював протест проти румунського проєкту земельної реформи, який Комітет порятунку розцінив як шовіністичний напад на дворян і російських патріотів.
Як зазначив Сувейка, Циганко був єдиним членом делегації, який належав до неаристократичної еліти, і номінально був призначеним «Центральним комітетом селян Бессарабії». Тому він трохи дистанціювався від консервативних вимог Комітету порятунку і в різних контекстах представляв себе незалежним емісаром, об'єднаним з іншими переважно спільною підтримкою положення про плебісцит у Бессарабії. Однак його автономізм і лояльність Крупенського були здебільшого схвалені білоемігрантським лобі в Парижі, зокрема такими, як Георгієм Львовим, Василем Маклаковим, Сергієм Сазоновим і Микола Чайковський. У своїх документах Галіппа зазначив, що Циганко, самопроголошений «соціаліст і революціонер», прибув до Парижа як пропагандист російського націоналізму, «без зв'язку з народом [Бессарабії]». Казаку також зазначає, що «химерна асоціація» у складі Циганка, Маклакова та Шмідта поширювала суперечливі твердження про те, що Сфатул був «більшовицьким» зібранням.
У червні 1919 року французький комуністичний орган Юманіте викрив твердження Слоніма і Циганка щодо політичних репресій і «звірств» у Бессарабії, як спільний протест «демократів і соціалістів». На такі звинувачення відповів Іон Пеліван з Селянської партії, який написав газеті, стверджуючи, що втручання Румунії перш за все відновило «свободу і демократію» в Бессарабії, і що союз виражав «вільну волю бессарабського населення без втручання ззовні». Маргіломан також критикував «сепаратиста» Циганка, відкидаючи його звинувачення. Хоча він визнав певне зловживання повноваженнями з боку румунських адміністраторів, включаючи «знищення сіл», він стверджував, що це «ніщо в порівнянні» з тим, що робила французька армія, також присутня в регіоні. Протистоячи претензіям Циганка виступати від імені селян, прорумунська делегація зросла за рахунок селян, таких як Іон Кодряну, Георге Нестасе та Сергіу Віктор Куйба.

### Подальше життя
Оформивши свій відрив від білогвардійської громади остаточно, Циганко на деякий час залишився в Парижі. Він докладав зусиль, щоб оселитися в Швейцарії, але, як повідомляється, був висланий як «небажаний». Зрештою емігрував до Української Радянської Соціалістичної Республіки . У вересні 1921 року він написав меморандум про бессарабські та румунсько-російські відносини, який надіслав Леву Троцькому, наркому з військових справ. Його текст інформував російську точку зору на переговорах у Варшаві між радянською владою та румунами, але також представляв особисті спостереження щодо соціального складу Бессарабії. Циганко стверджував, що створення та об'єднання Молдавської республіки відбулося завдяки лівим «агітаторам», таким як Інкулець і Пантелеймон Ерхан. Він стверджував, що багатоетнічна Бессарабія природно «інтернаціоналістична», але також сільська та «заможна», дійшовши висновку, що антирумунське повстання може відбутися, якщо його підтримати з-за кордону. У 1924 році Казаку зазначив, що досьє, складене більшовиками, і попередні проекти Комітету порятунку використовували як джерела одні й ті самі документи, включаючи заяви приватних осіб. Тим часом Микола Володимирович залишився в Румунії, працюючи реставратором Комісії з історичних пам'яток, а потім начальником відділу мерії Кишинева. Він об'єднався з Бессарабською демократичною лігою, незначною партією, сформованою навколо Александрі, Замфіра Арборе та Васіле Гензула, згодом висунувши себе кандидатом на законодавчих виборах у березні 1922 року.
У квітні 1924 року Володимир Циганко та Шмідт були присутні на румунсько-радянській дипломатичній конференції у Відні. Там до них приєдналися Микола Ферендіно та селянин Георге Броаске, як «делегація бессарабських біженців у Радянському Союзі». Циганко зачитав російськомовний меморандум делегації, в якому підкреслював свою лояльність до Радянського Союзу. У квітні 1924 року румунська газета Opinia зазначала, що «відомий ренегат Циганко, який слідував за радянською делегацією на конференції у Відні», був присутній в Одесі разом із «так званими бессарабськими біженцями» і знову закликав до територіального плебісциту. Того ж місяця уряд Румунії вдався до новоствореної Румунської комуністичної партії, заарештувавши, серед інших, активістів Марселя та Анну Паукер. За урядовою газетою Viitorul, влада стверджувала, що Паукери безпосередньо допомагали Циганку в організації «революції в Бессарабії», яка мала збігатися з віденською справою. Viitorul назвав Циганка лідером пропагандистського комітету в Одесі, який підштовхнув румункську компартію до проведення бессарабського плебісциту.
У червні 1924 року щоденна газета «Universul» охарактеризувала Циганка як пов'язаного з Селтінтерном, стверджуючи, що його метою була «більшовізація румунського селянства, починаючи з Бессарабії». Те ж джерело зазначило, що йому в цьому допомагав якийсь Станко Тріфанов, колишній член Болгарського землеробського національного союзу. Пізніше того ж року Циганко став одним із засновників Молдавської Автономної Радянської Соціалістичної Республіки (МАССР), створеної на радянській території як Бессарабської останньої держави; повідомлення, опубліковане румунською газетою Cuvântul Poporului в листопаді, помилково називало його «президентом» МАССР і далі стверджувало, що Михайло Фрунзе організовував Червону армію в цій частині радянської України. У вересні 1926 року Циганко знову перебуває в Одесі, де разом з Іваном Криворуковим виступає з офіційним протестом проти визнання Італією Бессарабського союзу з Румунією, а отже, проти її «переходу в антирадянський табір».
На початку 1929 року Микола підтримав бессарабську регіональну платформу адміністративної реформи (ініціатива, яку очолили Ерхан і Александру Міце). Він помер приблизно через п'ять років, у віці 52 років, коли читав книгу. У 10-ту річницю унії в 1928 році радянська влада все ще закликала Володимира боротися за бессарабський сепаратизм. Його погляди та погляди Александрі були оприлюднені в спеціальному випуску «Московської правди» разом із статтями засланих діячів PCdR — Александру Добруджану-Гереа — та ветерана Червоної армії Іона Діка Діческу. Переїхавши до Ленінграда, він також повернувся до професійної кар'єри. Працював заступником технічного директора Державного інституту проєктування металургійних заводів, потім був начальником відділу технічного контролю Магнітогорського металургійного комбінату. Проте, у 1937 році сталінський режим визнав його політичним підозрюваним у розпал Великого терору. Заарештований 29 листопада, 2 грудня засуджений до смертної кари і страчений невдовзі, у січні 1938 року.